# 新山火山體
新山火山體，是台灣新北市瑞芳區瓜山里的一個火山體，地表海拔約320公尺至430公尺。該火山體橫切面略呈南北狹長的橢圓形，其地表北側不遠處為瑞金公路金瓜石橋，南側不遠處為瑞雙公路「金瓜石地質公園」入口，九份溪主流上游則穿越其地表東部。
新山火山體在地緣上雖然屬於金瓜石地區，但其礦體在當地屬於「脈型金礦體」，昔日劃入「九份礦區」，因此火山學界有時稱其為「九份火山體」，組成岩石主要為黑雲母角閃石英安山岩，其次為黑雲母角閃安山岩、含輝石石英安山岩等，屬於基隆火山群。:154-155
該火山體存在於地下，並未露出地表而形成「火山」的地貌。